# Internationale Filmfestspiele Berlin 1970
Die Internationalen Filmfestspiele Berlin (Berlinale) 1970 begannen am 26. Juni und gingen mit dem Rücktritt der Jury am 5. Juli zwei Tage vor dem geplanten Abschlusstermin zu Ende. Zunächst empfand das Publikum viele der gezeigten Filme als mittelmäßig bis schlecht, der Eröffnungsfilm wurde sogar ausgebuht. Michael Verhoevens am 30. Juni gezeigter Antikriegsfilm o.k. wurde vor allem von dem Präsidenten der Jury, George Stevens aus den USA, als antiamerikanisch und nicht den Festivalregeln entsprechend empfunden. Er konnte die Mehrheit der Jurymitglieder dazu bewegen, eine Überprüfung der Teilnahmeberechtigung des Beitrags zu verlangen, und forderte den Ausschluss des Films. Vor allem das jugoslawische Jurymitglied Dušan Makavejev empfand dies als Zensur und brachte den Skandal an die Öffentlichkeit. Da keine Einigung zu erzielen war, trat die Jury am 5. Juli zurück und verlieh keine Preise. Auch der Festivalleiter Alfred Bauer trat infolge des Eklats zurück, kehrte aber später in sein Amt zurück. Der Abbruch der Berlinale wird als Grund für die anschließenden Reformen des Festivals betrachtet, das sich in der Folge stärker für den künstlerischen und unabhängigen Film öffnete. So wurde etwa 1971 die Festivalsektion „Forum“ eingerichtet, die junge Filme in das Festival integrieren sollte.

## Jury
Die internationale Jury der Berlinale 1970 bestand aus folgenden Personen:
- George Stevens (Vereinigte Staaten, Präsident)
- Klaus Hebecker (Bundesrepublik Deutschland, Vizepräsident)
- Manfred Durniok (Bundesrepublik Deutschland)
- Alberto Lattuada (Italien)
- Dušan Makavejev (Jugoslawien)
- David Neves (Brasilien)
- Gunnar Oldin (Schweden)
- Véra Volmane (Frankreich)
- Billie Whitelaw (Großbritannien)

## Ablauf

### Vorgeschichte und erste Tage
Dem Auswahlkomitee der Internationalen Filmfestspiele Berlin des Jahres 1970 gehörten der Kinobetreiber Kurt Broschke, der Produzent Rudi Flatow, die Journalisten Ingeborg Keller, Hans Borgelt, Georg Ramseger und Gerhard Schoenberger, sowie der Festivalleiter Alfred Bauer als Vorsitzender an. Sie waren von den Gesellschaftern der Berliner Festspiele und der Spitzenorganisation der Filmwirtschaft ernannt worden. Am 26. Juni trat die Jury das erste Mal zusammen und gab sich ihre Verfahrensordnung.
Die Filmfestspiele begannen am 26. Juni 1970 mit einer Auftaktveranstaltung im Haus der Kulturen der Welt. Als Eröffnungsfilm wurde der belgisch-französische Mysterienfilm Der große Monsieur Klann des Belgiers Patrick Ledoux gezeigt, der vom Publikum jedoch negativ aufgenommen und ausgebuht wurde. Auch die weiteren Filme der ersten Tage stießen insgesamt auf wenig Begeisterung. So fielen Dionysos 69 von Brian De Palma, Eden und danach von Alain Robbe-Grillet und Der Schrei von Tinto Brass beim Publikum durch. Positive Ausnahmen waren Paul Williams Komödie Out of It und Rainer Werner Fassbinders Melodram Warum läuft Herr R. Amok?, die beide auch von der Kritik positiv aufgenommen wurden. Fassbinders Film galt nach den ersten Tagen sogar als Anwärter auf den Goldenen Bären. Der damals 24-jährige Filmkritiker Hans-Ulrich Pönack beurteilte unter den 22 Wettbewerbsfilmen fünf oder sechs Produktionen als sehenswert, darunter neben Fassbinders Film die sozialkritischen lateinamerikanischen Dramen Der Schakal von Nahueltoro und Der Hungerprophet.

### Skandal um „o.k.“
Am Dienstag, dem 30. Juni, lief der Film o.k. von Michael Verhoeven um 15 und 21 Uhr im Zoo Palast. Der Film, dem ein authentisches Kriegsverbrechen der Amerikaner im Vietnamkrieg zugrunde lag, rief beim Publikum gespaltene Reaktionen hervor. Während der überwiegende Teil des Kinopublikums applaudierte, gab es vereinzelt laute Proteste und einige Besucher verließen das Kino. Unter Letzteren befand sich auch das deutsche Jury-Mitglied Manfred Durniok. Die unmittelbaren Kritiken des Films in der Presse fielen überwiegend positiv aus. In konservativen und liberalen Zeitungen wurden gleichermaßen seine Eindringlichkeit und Leidenschaft sowie die politische Provokation herausgestellt, während die Meinungen über den ästhetischen Wert auseinandergingen. Hans-Ulrich Pönack bewertete den Film künstlerisch sehr schlecht. Die politischen Fragen standen jedoch in den folgenden Auseinandersetzungen im Vordergrund.
Zum Skandal kam es mit der Jury-Sitzung am folgenden Tag, dem 1. Juli. Noch vor Beginn der Sitzung entschuldigte sich Manfred Durniok beim Vorsitzenden George Stevens dafür, dass ein Film wie o.k. für die Bundesrepublik Deutschland im Wettbewerb gezeigt werden konnte. Die Diskussion der Jury über Verhoevens Film verlief kontrovers. Dušan Makavejev nahm ihn in Schutz und bewertete ihn nicht als antiamerikanisch, sondern lediglich antimilitaristisch. Diese Sichtweise fand die Unterstützung des brasilianischen Jurymitglieds David Neves, konnte sich jedoch nicht durchsetzen. George Stevens, der als scharfer Befürworter des Vietnamkriegs bekannt war, übertrug den Vorsitz der Jury vorübergehend an Klaus Hebecker, der in einem Brief den mit 6:3 Stimmen gefallenen Beschluss mitteilte: Der deutsche Wettbewerbsbeitrag o.k. sei zu neutralisieren und erneut der Auswahlkommission vorzulegen, die noch einmal überprüfen sollte, ob der Film dem Festivalreglement entsprach. Dabei bezog sich die Jury auf die Bestimmung, wonach die teilnehmenden Filme „zur Verständigung und Freundschaft unter den Völkern beitragen“ sollten.
Am 2. Juli richtete das Jurymitglied Dušan Makavejev ein Schreiben an den Leiter der Berlinale und warf der Jury vor, „den Kurs eines Zensors“ eingeschlagen zu haben. In seinem Protestschreiben nahm Makavejev auch Bezug auf die Verfahrensordnung, die sich die Jury selbst gegeben hatte. Dort hieß es nämlich: „Die Jury beurteilt den künstlerischen Wert eines Films, sie prüft nicht, ob die Filme die Voraussetzung für die Zulassung zum Wettbewerb erfüllen. Diese Aufgabe obliegt der Festivaldirektion und dem Auswahlkomitee.“ Makavejev informierte zudem den Regisseur Verhoeven und dessen Produzenten Rob Houwer über den Streit in der Jury. In der Folge kam das Gerücht auf, o.k. sei von den Festspielen ausgeschlossen worden. Eine solche Entscheidung lag allerdings gar nicht im Kompetenzbereich der Jury. Am Abend des 2. Juli fand eine Versammlung statt, auf der um Mitternacht eine Resolution verabschiedet wurde, in der die anwesenden Teilnehmer und Journalisten der Berlinale gegen das Verhalten der Jury und gegen jegliche Zensur protestierten. Regisseur und Produzent des umstrittenen Filmes luden am folgenden Tag zu einer Pressekonferenz ins Cine-Center ein, auf der sie zum angeblichen Ausschluss ihres Festivalbeitrages Stellung nahmen. Zeitgleich dementierte die Jury einen Ausschluss und verwies auf die Schweigepflicht ihrer Mitglieder. Auch der Festivalleiter, Alfred Bauer, hielt eine Pressekonferenz ab, auf der er die alleinige Verantwortung der Auswahlkommission für die Auswahl des Films unterstrich und feststellte, o.k. befinde sich demnach noch immer im Wettbewerb. Diese Erklärung kam jedoch zu spät, so dass sie unglaubhaft wirkte und die Lage nicht beruhigen konnte. Der Streit verschärfte sich weiter, als Verhoeven und Houwer in einer notariell hinterlegten eidesstattlichen Erklärung bekannt gaben, sie seien am 2. Juli von einem Jurymitglied, das ungenannt bleiben wollte, informiert worden, dass George Stevens gefordert habe, o.k. müsse ausgeschlossen werden, oder er trete zurück. Stevens habe darüber eine sofortige Abstimmung verlangt und sei von den deutschen Jurymitgliedern unterstützt worden. Bei alledem hätten nach Ansicht der Macher des Films ausschließlich politische Gründe eine Rolle gespielt.
Die Jury trat noch einmal zu einer Sitzung zusammen, die bis 23:40 Uhr am 3. Juli andauerte. Anschließend kam es zu einer weiteren Pressekonferenz, nachdem der Leiter der Berliner Festspiele, Walther Schmieding, die Schweigepflicht der Jury aufgehoben hatte. In ihr konnten Dušan Makavejev, David Neves und Gunnar Oldin noch einmal ihre Sicht der Vorgänge schildern. In einer zweiten Pressekonferenz, die am 4. Juli um 0:45 Uhr stattfand, teilte Schmieding mit, dass er und Alfred Bauer den Senat bitten würden, sie von ihren Aufgaben zu entbinden. Zuvor würden sie die Jury zum Rücktritt auffordern. Diese Rücktrittsforderung machte Schmieding am Morgen des 4. Juli in einer Mitteilung publik. Danach trat die Jury zu einer weiteren Sitzung zusammen, an der auch Schmieding und Bauer teilnahmen. Nach einer harten Diskussion, die teilweise auch persönlich geführt wurde, forderte die Jury eine Unterredung mit Senator Werner Stein, der dem Festspielkuratorium vorsaß. Diese Unterredung fand am 4. Juli um 18:00 Uhr im Büro von Alfred Bauer im Europa-Center statt. Im Ergebnis sollte das Festival zu Ende geführt werden, die Jury weiter amtieren und dabei die internationalen Statuten beachten, sowie Schmieding und Bauer im Amt bleiben, bis das Kuratorium über die Rücktrittsgesuche entschieden habe. Diese Ergebnisse wurden auf einer Pressekonferenz um 23:00 Uhr von Hans Borgelt bekannt gegeben. Die Reaktionen der Festivalbeobachter fielen negativ aus. Sowohl der Berliner Senat als auch die Festivalleitung unter Bauer und Schmieding wurden heftig kritisiert. Die versammelten Aktivisten beschlossen sogar, den Zoo-Palast zu besetzen. Die Reaktionen gingen bis in die frühen Morgenstunden des 5. Juli weiter. Der Journalist Rudolph Ganz verlas eine Resolution, in der er die Jury und Alfred Bauer zum Rücktritt und die Produzenten und Regisseure zum Rückzug ihrer Beiträge aufforderte sowie von Senator Stein den Empfang einer Delegation der Protestierenden verlangte. Er ließ die Anwesenden darüber abstimmen. Die Resolution wurde mit großer Mehrheit angenommen, wobei später kritisiert wurde, dass die Gegenstimmen gar nicht gezählt worden seien.

### Rücktritt der Jury
Im Laufe des 5. Juli wurden mehrere Filme aus dem Festivalprogramm zurückgezogen. Darunter befanden sich alle brasilianischen und chilenischen Filme sowie der deutsche Beitrag Wie ich ein Neger wurde von Roland Gall, der schwedische Beitrag Eine baltische Tragödie von Johan Bergenstråhle (nach dem Roman Die Ausgelieferten von Per Olov Enquist), den der Produzent eigentlich im Programm belassen wollte, der Fassbinder-Film Warum läuft Herr R. Amok? sowie die beiden Kurzfilme Rembrandt vogelfrei von Ernie Damen und Das Baby im Baum von Nouchka van Brakel. Am Nachmittag traf sich die Jury um 15:00 Uhr zu ihrer letzten Sitzung. Sie war so zerstritten, dass eine weitere Zusammenarbeit unmöglich erschien. Um 18:00 Uhr gab die Jury dem Senator bekannt, dass sie ihre Tätigkeit einstellen werde. Eine Stunde später verkündete Walther Schmieding im City-Filmpalast eine Erklärung des Senators, wonach „mit diesem Entschluss der Jury der Wettbewerb sein Ende gefunden“ habe. Informationsschau und Retrospektive sollten jedoch planmäßig beendet werden. Den Rücktritt der Jury nahmen die Anwesenden mit Beifall auf, während der Beschluss, keine Wettbewerbsfilme mehr zu zeigen, auf Kritik stieß. Am Vormittag des 6. Juli modifizierte Senator Stein den Beschluss dahingehend, dass die vom Abbruch betroffenen Filme doch noch gezeigt werden sollten. Infolgedessen wurden die Beiträge ganz zurückgezogen, bis auf den Film Black Out von Jean-Louis Roy und den Kurzfilm Rotocalco von Manfredo Manfredi, die informatorisch gezeigt wurden. Mit dem Rücktritt der Jury fiel auch die Verleihung der von ihr vergebenen Preise aus.
Als Schuldige an dem Eklat wurden von der Presse unterschiedliche Personen und Gruppen genannt, wie das Auswahlkomitee, die Jury, im Besonderen Makavejev, Stevens, Durniok und Hebecker, Walther Schmieding und Alfred Bauer. Einige vermuteten unbekannte Akteure als Drahtzieher hinter dem Geschehen. Auf einem Empfang am Montag, dem 6. Juli, räumte Manfred Durniok ein, in der Jury die Stimmung gegen o.k. angefacht zu haben. Der Vizepräsident der Jury, Klaus Hebecker, ließ in einem Artikel in der Zeitschrift Film-Telegramm durchblicken, Véra Volmane habe in Paris von Plänen erfahren, die Berlinale des Jahres 1970 sollte gesprengt werden, was nach Hebeckers Meinung dann auch gelungen sei. Die tatsächlichen Gründe und Vorgänge rund um den Konflikt um o.k. ließen sich in der Folge kaum mehr rekonstruieren und nicht abschließend klären.

### Konflikt um den spanischen Wettbewerbsfilm
Neben dem Konflikt um o.k. gab es im Verlauf der Berlinale 1970 noch einen zweiten Streit, der sich um die Nominierung des spanischen Wettbewerbsbeitrages drehte. Selbst nach Beginn des Festivals verhandelte das Auswahlkomitee noch um die Freigabe von Der Garten der Lüste von Carlos Saura, musste aber am 1. Juli bekannt geben, dass dies am Einspruch der spanischen Behörden gescheitert war. Das Auswahlkomitee ließ verlauten, der Film sei eigentlich angenommen gewesen, während die Kommission den offiziellen spanischen Beitrag Der seltsame Fall des Dr. Faust von Gonzalo Suárez ursprünglich abgelehnt hätte und er nur aufgrund von Regeln der FIAPF im Wettbewerb gezeigt werden sollte. Die Arbeitsgemeinschaft der Filmjournalisten kritisierte dies als „Unterwerfung der Festspielleitung unter die spanische Zensur“. Vier Tage später erklärte der Leiter der spanischen Delegation und Direktor der Uniespana, Fernando Blanco, mit der Nominierung des Films von Suárez solle einem unbekannten Regisseur die Möglichkeit der Vorführung vor einem internationalen Publikum gegeben werden. Weiter gab er an, der Film von Saura habe die spanische Filmzensur inzwischen passiert. Nach spanischer Darstellung war die Verleihfirma Omnia Deutsche Film seit dem 25. Juni berechtigt, den Film vorzuführen; die Nichtvorführung sei eine rein kommerzielle Entscheidung gewesen.

## Liste der teilnehmenden Filme
Es gab 22 Wettbewerbsfilme:
- Abseits des Lebens – Regie: Kei Kumai
- Black Out – Regie: Jean-Louis Roy (informativ nach Beendigung des Festivals gezeigt)
- Borsalino – Regie: Jacques Deray (nicht gezeigt)
- Dionysus in 69 – Regie: Brian De Palma
- Eden und danach – Regie: Alain Robbe-Grillet
- Das Mädchen Julius – Regie: Tonino Valerii (nicht gezeigt)
- Der Erbstreit – Regie: David Stivel
- Der große Irrtum – Regie: Bernardo Bertolucci
- Der Hungerprophet – Regie: Maurice Capovila (zurückgezogen)
- Der Schakal von Nahueltoro – Regie: Miguel Littín (zurückgezogen)
- Der Schrei – Regie: Tinto Brass
- Der seltsame Fall des Dr. Faust – Regie: Gonzalo Suárez (nicht gezeigt)
- Die Götter und die Toten – Regie: Ruy Guerra (zurückgezogen)
- Eine baltische Tragödie – Regie: Johan Bergenstråhle (informativ nach Beendigung des Festivals gezeigt)
- Eine schwedische Liebesgeschichte – Regie: Roy Andersson
- Le Client de la morte saison – Regie: Moshé Mizrahi
- o.k. – Regie: Michael Verhoeven
- Out of It – Regie: Paul Williams
- Tage und Nächte in der Wildnis – Regie: Satyajit Ray
- Warum läuft Herr R. Amok? – Regie: Michael Fengler, Rainer Werner Fassbinder (zurückgezogen)
- Wie ich ein Neger wurde – Regie: Roland Gall
- Zeit zu Sterben – Regie: André Farwagi

## Vergebene Preise
Nach dem Rücktritt der Jury am 5. Juli 1970 und dem Abbruch des Wettbewerbes fand im Jahr 1970 – zum bisher einzigen Mal in der Geschichte der Berlinale – keine Preisvergabe statt.

## Trivia
Michael Verhoevens Ehefrau Senta Berger hielt sich während der Berlinale 1970 in Italien bei den Dreharbeiten zu der feministischen Steinzeitsexklamotte Als die Frauen noch Schwänze hatten auf. Sie telefonierte täglich in den Drehpausen von einem Münzfernsprecher in einem italienischen Café mit ihrem Mann, der ihr von den aufregenden Geschehnissen in Berlin berichtete.